# Rytro (gmina)
Pour l’article homonyme, voir Rytro.
Rytro est une gmina rurale du powiat de Nowy Sącz, Petite-Pologne, dans le sud de la Pologne. Son siège est le village de Rytro, qui se situe environ 16 km au sud de Nowy Sącz et 83 km au sud-est de la capitale régionale Cracovie.
La gmina couvre une superficie de 41,92 km2 pour une population de 3 619 habitants.

## Géographie
La gmina inclut les villages d'Obłazy Ryterskie, Roztoka Ryterska, Rytro, Sucha Struga et Życzanów.
La gmina borde la ville de Szczawnica et les gminy de Nawojowa, Piwniczna-Zdrój et Stary Sącz.